# Ирма (певица)
Ирма (англ. Irma Pany; родилась 15 июля 1988, город Бангангте, Камерун) — автор песен и певица. Русскоязычной публике известна благодаря саундтреку «I know» из сериала «Кухня», ремиксованному французским рэпером Youssoupha.

## Биография
Выросла в городе Дуала. В 2003 году в возрасте 15 лет поступает в Collège Stanislas в Париже. В 2008 году поступает в École supérieure de commerce de Paris, которую закончила в 2012 году.
В 2011 году выпустила свой первый альбом Letter to the Lord. В 2012—2013 годах Ирма появляется в рекламе для браузера Chrome.
В 2012 году участвовала в проекте «Поколение Гольдмана» совместно с известными музыкантами ZAZ, Johnny Hallyday, Marc Lavoine, Селин Дион и другими, где были записаны песни композитора Жан-Жака Гольдмана.

## Дискография

### Студийные альбомы
- 2011 Letter to the Lord
- 2014 Faces

### Сборники
- 2012 On se connaît (совместно с Youssoupha)
- 2012 Génération Goldman
- 2015 Les stars font leur cinéma
- 2015 Streets of Philadelphia (совместно с певицей Таль)